# Birma
Bírma je eden od krščanskih zakramentov. Slovensko ime zakramenta izvira iz besede konfirmacija (latinsko: confirmatio) in pomeni potrditev.
V Rimskokatoliški cerkvi je to zakrament potrditve v veri, ki v prejemniku še dopolni in utrdi milosti, ki jih je že prej prejel pri krstu. Podelitev zakramenta birme naj bi sovpadala z duhovno zrelostjo, zato se birmo pogosto podeljuje ob prehodu iz otroštva v odraslost, npr. ob koncu osnovne šole.
Prejemnik zakramenta birme se imenuje birmanec, podeljevalec pa je birmovalec. Birmo redno podeljuje škof (le izjemoma in samo z izrecno škofovo odobritvijo lahko tudi duhovnik-mašnik). Ob podelitvi tega zakramenta birmanec prejme božjo milost in darove svetega duha: dar modrosti, dar umnosti, dar svéta, dar moči, dar vednosti, dar pobožnosti in dar strahu božjega. Ti darovi bolje usposobijo prejemnika za življenje po Jezusovem nauku in s tem za krščansko pričevanje.
Birmanca pri obredu birme po navadi spremlja boter, ki naj bi pozneje v življenju prevzel vlogo duhovnega vodnika birmanca. Ta trajna naloga botrov se v praksi precej zanemarja.
V Pravoslavnih cerkvah in v katoliških cerkvah vzhodnega obreda so zaradi zgodovinskih razlogov začeli podeljevati ta zakrament vedno bolj zgodaj v otroštvu. V današnjem času je v navadi, da ga podeljujejo dojenčkom hkrati s krstom. Zunanja oblika podelitve zakramenta je podobna - maziljenje s sveto krizmo, zato se ta zakrament v vzhodnih cerkvah imenuje tudi krizmacija oziroma maziljenje s krizmo (srbsko in rusko: miropomazanje, sveta krizma se imenuje tudi mira).
Številne protestantske cerkvene skupnosti birme ne priznavajo za zakrament. Tako na primer Evangeličani poznajo obred konfirmacije, ki pomeni potrditev verske zrelosti udeleženca, vendar pa to zakramentalno ni birma, pač pa svečano prvo obhajilo. Birma se lahko nadaljuje doma ali pa goste povabimo v restavracijo na kosilo. Obleke so večinoma bele in svetlo roza za deklete,za fante pa obleka črne,sive ,.... barve.

## Priprave na obred ter potek obreda
Birmanci se morajo na birmo pripraviti, zunanje in notranje. Poglobiti morajo znanje o veri ter poglobiti vero samo. Pred birmo imajo tudi ustno spraševanje, pri katerem birmovalec preveri znanje birmancev.
Pri obredu birmanja birmovalec, največkrat škof, birmanca mazili s svetim oljem (sveto krizmo) in izgovori besede:
"X., prejmi potrditev - dar "Svetega" duha." (X. = ime birmanca)
Birmanec odgovori: "amen"
Birmovalec: "Mir s teboj"
Birmanec odgovori: "In s tvojim "duhom""